# ساباتا (فیلم)
ساباتا (ایتالیایی: Ehi amico ... c'è Sabata, hai chiuso!) فیلمی در ژانر وسترن اسپاگتی به کارگردانی جانفرانکو پارولینی است که در سال ۱۹۶۹ منتشر شد. از بازیگران آن می‌توان به لی وان کلیف، ویلیام برگر، و کارلو تامبرلانی اشاره کرد.

## داستان
چند شخص با نفوذ برای خرید زمینی که قرار است در آن راه آهن ساخته شود به گاوصندوق ارتش که حاوی ۱۰۰۰۰۰ دلار پول است دستبرد می‌زنند. اما آنها از حضور استاد تفنگداران ساباتا با خبر نیستند.

## دنباله ها
- خداحافظ ساباتا (۱۹۷۰)
- بازگشت ساباتا (۱۹۷۱)